# 盐田街道
鹽田街道位於中國廣東省深圳市鹽田區中部，橫跨深圳特區及二線。名称取自街道的地名，古代曾是晒盐场。鹽田街道是鹽田港的所在地，因此相關行業亦於區內设立辦事處。

## 行政區劃
鹽田街道下轄六個社區：鹽田社區、沿港社區、東海社區、明珠社區、永安社區、海桐社区

## 地理
盐田街道的面积有38.6平方公里，其中城区面积约7平方公里，山地绝大部分位于特区二线外，面积约31.6平方公里。截止2021年末辖区总人口为10.29人，其中户籍人口1.97万人、非户籍人口8.32万人。

## 旅遊及古蹟
- 三洲田自然景观
- 三洲田孙中山庚子起义旧址
- 盐田海鲜一条街

## 外部連結
- 鹽田街辦網址